# Deretrema fusillus
Deretrema fusillus är en plattmaskart. Deretrema fusillus ingår i släktet Deretrema och familjen Steganodermatidae. Inga underarter finns listade i Catalogue of Life.